# Ökologischer Weinbau

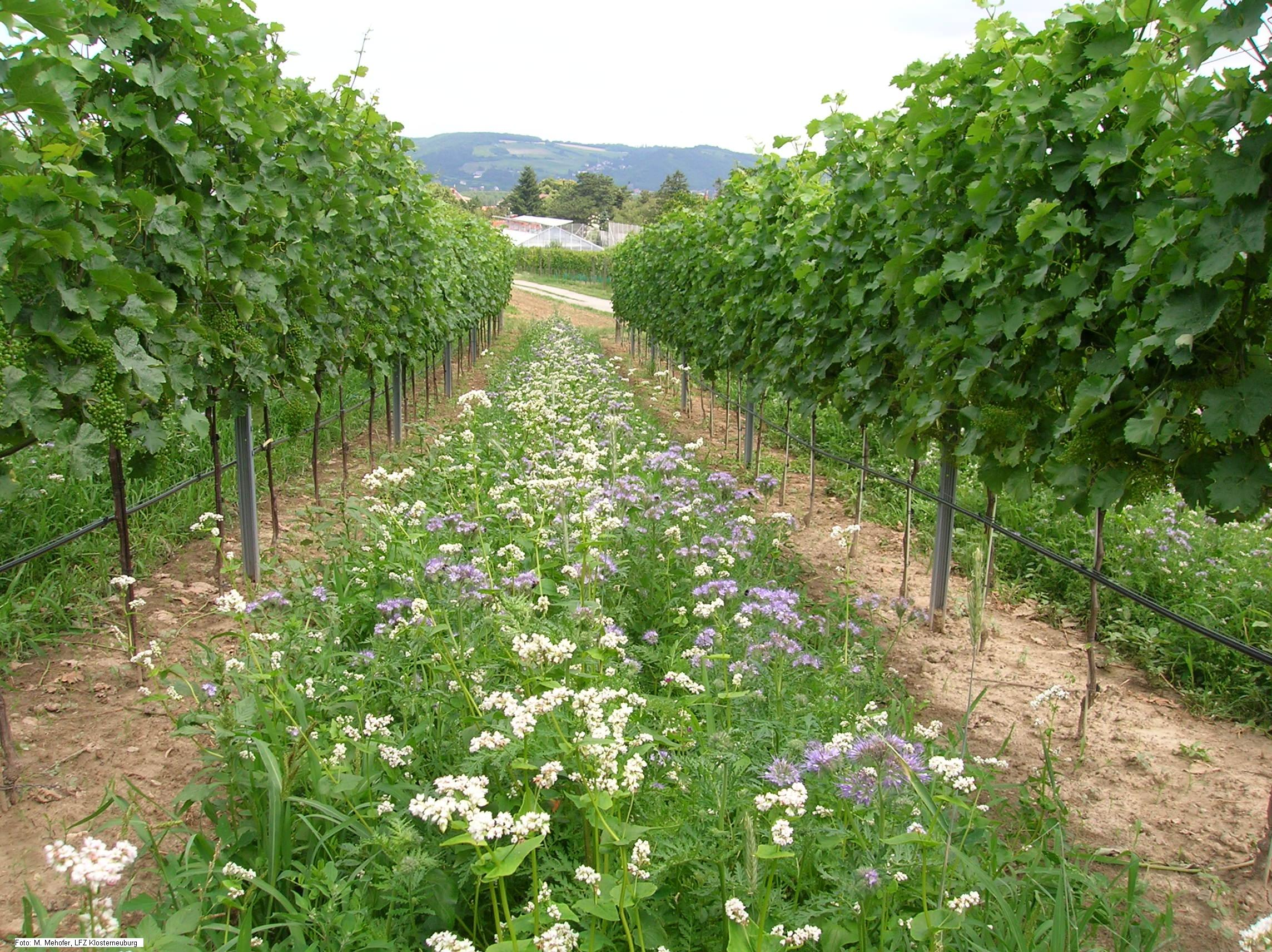
Artenreiche Begrünung in der Fahrgasse eines organisch-biologisch bewirtschafteten Weingartens

Der biologische Weinbau (auch organisch-biologischer Weinbau, ökologischer Weinbau, biologisch-organischer Weinbau) und biologisch-dynamischer Weinbau sind Produktionsformen zur Herstellung von Trauben und Wein auf der Grundlage möglichst naturschonender Pflegemaßnahmen (Bodenpflege, Düngung, Pflanzenschutz) unter Berücksichtigung von Erkenntnissen der Ökologie und des Umweltschutzes.
Das Produkt dieser Anbaumethoden wird als Wein aus Trauben aus biologischem bzw. ökologischem Anbau bezeichnet. Die Anbauregelungen bezogen sich früher weitgehend nur auf die Traubenproduktion, heute auf die gesamte Weinherstellung. Ab der Ernte 2012 ist die Bezeichnung „Bio-Wein“ bzw. „Öko-Wein“, verpflichtend mit dem EU-Bio-Logo und der Codenummer der Zertifizierungsstelle, zugelassen.

## Geschichte
Die Geschichte des biologischen Weinbaues hat ihre Wurzeln bei der biologischen Landbewirtschaftung.
Der Beginn eines biologischen Weinbaues ist schwer zurückzudatieren. Schon 1924 wurde von Friedrich Ludwig Stellwaag in Deutschland bereits auf eine ganzheitliche Betrachtung des Weinbaues hingewiesen. Auch Lenz Moser kann in dieser Richtung angeführt werden, da er eine Umstellung der Weingartenbewirtschaftung zur Begrünung forderte. Mit dem Aufkommen eines verstärkten Bewusstseins von Umwelt- und Naturschutz, ausgelöst durch das Buch Der stumme Frühling von Rachel Carson (1962), hat sich auch bei einzelnen Winzern eine alternative Einstellung zu den damals üblichen Weinbau-Praktiken entwickelt. In den mediterranen Weinbauländern von Europa hat eine biologische Bewirtschaftung von Weingärten in den 1950er-Jahren begonnen. In diesen trockenen Ländern stellt die Bekämpfung von Pilzkrankheiten ein wesentlich geringeres Problem dar als in nördlichen feuchten Weinbauregionen. Entwickelt wurden die Konzepte des ökologischen Weinbaus in den 1960er-Jahren. Im Jahr 1980 wurde das erste rein auf den Handel mit Biowein spezialisierte Unternehmen der Schweiz mit dem Namen Delica-Natura gegründet. Ab den 1980er-Jahren wurde der Bio-Weinanbau immer mehr von den Bio-Anbauverbänden und ihren unterschiedlichen Anbauregeln geprägt. Ab Mitte der 1980er Jahre gab es Richtlinien auf nationaler Ebene. Seit 1991 gibt es EU-einheitliche Vorschriften für Biowein (EG-Öko-Verordnung 2092/91), die unter anderem die Verwendung von ökologischen Pflanzenschutz- und Düngemitteln regeln und die Kontrollen festlegen. In diesen Regeln sind die Vorstellungen der Bio-Anbauverbände weitestgehend zusammengefasst und verwirklicht. Seit 2014 gibt es den Schweizer Bioweinpreis, welcher seither vom Weinmagazin Vinum und von Bio Suisse jährlich vergeben wird.

## Ziele

### Boden – Bodenpflege
Maßgeblich ist bei allen Produktionsformen (biologisch und integriert wirtschaftende) der Boden als das wichtigste Fundament der weinbaulichen Produktion. Er wird durch standortangepasste Bearbeitungsmaßnahmen (regelmäßige Spatendiagnose) und ein auf die Boden- und Rebenbedürfnisse abgestimmtes Begrünungsmanagement und regelmäßige Gaben von organischem Dünger (z. B.: Kompost), wo notwendig Mineraldünger (abhängig von der Bio Produktionsform, nach Zulassung, Betriebsmittelkatalog) die Fruchtbarkeit und Gesundheit des Bodens gefördert. Alle Maßnahmen, die dem nachhaltigen Ziel widersprechen, sind zu unterlassen. Sowohl Biobetriebe und integriert wirtschaftende Betriebe haben zum Ziel, im Ökosystem Weingarten eine möglichst große Artenvielfalt zu erreichen, um die Monokultur der Rebe und deren negative Auswirkungen möglichst abzuschwächen, durch die hohe Zahl von verschiedenen Organismen von Flora und Fauna, Nützlinge zu begünstigen bzw. deren Lebensraum zu verbessern und zu erhalten. Die Beziehungen im Agro-Ökosystem sind sehr komplex. Ziel ist es, einen Einklang zwischen den wirtschaftlichen Interessen und den ökologischen Aspekten herbeizuführen. Bei den zahlreichen Interaktionen der Rebe mit der Umwelt darf der Zusammenhang nicht nachhaltig geschädigt werden. Durch gezielte Maßnahmen, zum Beispiel durch nützlingsschonenden Pflanzenschutz, kann das Ökosystem positiv beeinflusst werden. Entscheidend ist auch, dass die Bedürfnisse der Rebe in Hinblick auf eine Qualitätsproduktion nicht vernachlässigt werden. Stoffkreisläufe sollen möglichst weitgehend geschlossen verlaufen.

### Artenvielfalt

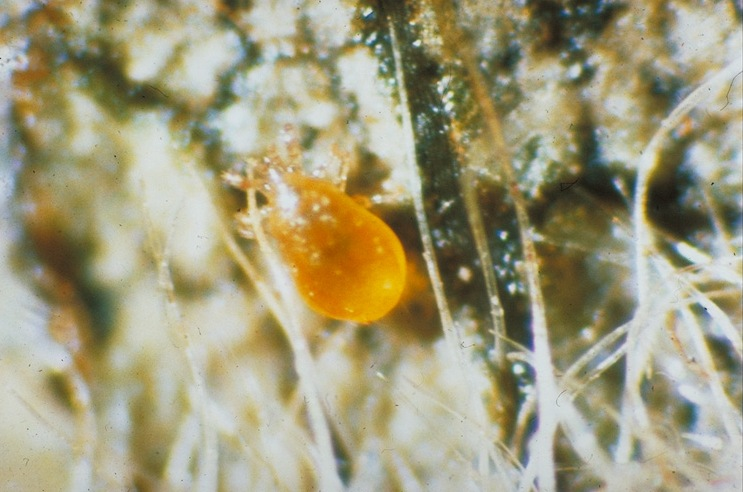
Raubmilbe Thyphlodromus pyri

In den Weingärten wird ein möglichst vielfältiges Ökosystem Weinberg angestrebt beziehungsweise dieses zu erhalten. Durch verpflichtenden Anbau einer Begrünung, Verzicht auf Herbizide und umwelt- und nützlingsschädigender Pflanzenschutzmittel wird dies unterstützt. Unterschiede bei den verschiedenen Produktionsformen konnten bei einer Studie in der Schweiz nicht festgestellt werden. In Weingärten, in denen die Richtlinie für ökologische Produktion eingehalten werden, kommen nicht mehr Tier- und Pflanzenarten vor, als in solchen, die nach den Kriterien der integrierten Produktion (IP) bewirtschaftet werden. In Deutschland (Forschungsanstalt Geisenheim) wurde 2008 und 2009 bei einem Systemvergleich, wobei die integrierte Variante mit einer Gräsermischung und die beiden biologischen Varianten mit einer artenreichen Mischung begrünt waren, ein Unterschied der Bewirtschaftungsvarianten festgestellt. Die Biovarianten zeigen keine Unterschiede im Arthropodenspektrum. Die Bodenbegrünung ist dabei der entscheidende Faktor und wirkt sich auf die Biodiversität im Weinberg und auf des Auftreten von Nützlingen aus. Wo nur möglich wird heute bei allen weinbaulichen Bewirtschaftungsformen eine artenreiche Begrünung ausgesät. Erst der blühende Begrünungsbestand fördert die Arthropodenfauna. Nachteilig dabei ist, dass blühende Pflanzen einen höheren Wasserbedarf haben. Dies kann sich, in den niederschlagsarmen Anbaugebieten, nachteilig auf die Rebstockentwicklung auswirken.
Aus der Vielfalt der Flora und Fauna ergeben sich Produktionsvorteile in der Form, dass bestimmte Schädlinge wie zum Beispiel die Traubenwickler, Kräuselmilben, Pockenmilben, Rote Spinne, Bohnenspinnmilbe, Rebzikade und andere leichter bekämpft oder überhaupt nicht mehr bekämpft werden müssen. Dazu ist festzuhalten, dass diese Vorgangsweise heute praktisch in allen Weinbaubetrieben, ob Bioproduktionsform oder integriert produziert, Standard bei der Beratung und in den Betrieben ist. Der wichtigste Nützling im Ökosystem Weingarten ist die Raubmilbe Typhlodromus_pyri. Sie hält Schadmilben in Schach.
Bei den angeführten Zielen unterscheiden sich die Bioproduktionsformen nicht vom Integrierten Weinbau, bestenfalls in der Wortwahl der Beschreibung.

## Bio-Produktionsformen
Im Bioweinbau haben sich zwei Produktionsformen etabliert und zwar der Organisch-biologische Weinbau und der Biologisch-dynamische Weinbau, die sich durch unterschiedlichen Produktionsrichtlinien unterscheiden. Die Richtlinien unterscheiden sich unter den Bioverbänden national und international. Grundlegende Standards gibt die EU-Öko-Verordnung (EG) Nr. 834/2007 (Öko-Verordnung) vor. Die in der Folge gemachten Angaben beziehen sich auf die Biotrauben und Bioweinerzeugung.
Im Beitrag werden auch die Unterschiede der weinbaulichen Produktionsformen aufgezeigt. Neben den biologischen Produktionsformen gibt es den Integrierten Weinbau und den Konventionellen Weinbau. Der Integrierte Weinbau hat wie die biologischen Produktionsformen einen gegenüber der konventionellen Produktion erhöhten Anspruch umwelt- und nützlingsschonend zu wirtschaften, allerdings gelten dafür andere rechtliche Grundlagen als bei den biologischen Produktionsformen.

### Organisch-biologischer Weinbau

EU-Bio-Siegel

Organisch-biologischer Weinbau wird auch als „Biologischer Weinbau“ oder „Bioweinbau“ bezeichnet.
Der organisch-biologische Weinbau enthält Regelungen und Maßnahmen, die auf fachlich wissenschaftlicher Grundlage aufbauen. Es wird aber auf bestimmte Anwendungen bei der Düngung, dem Pflanzenschutz und bestimmte kellerwirtschaftliche Maßnahmen, verzichtet. Die entscheidenden Unterschiede zur Integrierten Produktion im Weinbau sind, dass synthetisch hergestellter Stickstoffdünger, leicht lösliche Phosphordünger und chemisch synthetisch hergestellte Pflanzenschutzmittel (Pestizide) nicht verwendet und keine Herbizide zur Bodenpflege eingesetzt werden.
Bei Vorliegen einer Bodenuntersuchung können zugelassene Mineraldünger (laut Betriebsmittelkatalog des Verbandes) ausgebracht werden. Beim Pflanzenschutz werden Pflanzenpflegemittel (Pflanzenstärkungsmittel) und für die biologische Produktion zugelassene Pflanzenschutzmittel (Pestizide), verwendet. Von diesen haben die kupfer- und schwefelhaltigen Pflanzenschutzmittel die größte Bedeutung zur Bekämpfung von Peronospora, Roter Brenner, Oidium und Schwarzfäule. Alle synthetisch hergestellten Pflanzenschutzmittel sind bei den Bio-Produktionsformen verboten. Sie werden als Grundsatz generell abgelehnt. Entscheidender Grund für das Verbot ist die Herstellung der Pflanzenschutzmittel und nicht die ökotoxikologischen Eigenschaften.

### Biologisch-dynamischer Weinbau

Demeter Verbandslogo

Der „Biologisch-dynamische Weinbau“ ist eine Form der organisch-biologischen Produktionsmethode und eine den Weinbau betreffende spirituelle Weltanschauung. Der „biologisch-dynamische Weinbau“ enthält Regelungen und Maßnahmen, die auf die geheimwissenschaftlich-geisteswissenschaftliche Erforschung der übersinnlichen Welt von Rudolf Steiner aufbauen. Eine anthroposophische (kurz: "ganzheitliche") Betrachtung des „biologisch-dynamisch“ wirtschaftenden Betriebes (Mensch, Tier, Pflanze) und geschlossene Kreisläufe durch artenreiche Fruchtfolge und Viehhaltung ist das Ziel dieser Produktionsmethode. Die Grundlage der „biologisch-dynamischen“ Wirtschaftsweise bildet die 1924 gehaltene Vortragsreihe „Geisteswissenschaftliche Grundlagen zum Gedeihen der Landwirtschaft“ von Steiner. Die biologisch-dynamische Produktionsmethode ist seit 1924 Bestandteil des ökologischen Demeter Anbauverbandes und des heute international geschützten Markenzeichens Demeter und des Markenzeichens „Biodyn“, beide aus dem Umfeld der Anthroposophie.
Grundlagen des biologisch-dynamischer Weinbaus
Geistige Grundlage des „biologisch-dynamischen Weinbaus“ bildet die Anthroposophie, die von Rudolf Steiner als neue „Theosophie“, „Geheimwissenschaft“, „Geisteswissenschaft“ begründet wurde. Die Wurzeln dieser gehen unter anderem auf die christliche Mystik, den Goetheanismus und Haeckels Monismus zurück. Nach Goethe offenbare sich das Leben der Menschen in einer sinnlich-übersinnlichen Form und nicht in physikalischen und chemischen Gesetzmäßigkeiten. Nach Steiner (1913) besitze die Rebe eine einzigartige Fähigkeit: „All die Kräfte, die bei anderen Pflanzen nur für den jungen Keim aufgespart werden, in den Samen strömen und nicht in das Übrige der Pflanze, ergießen sich bei der Rebe auch in das Fruchtfleisch und werden so dem Menschen verfügbar“. Die anthroposophisch-ganzheitliche Betrachtung des biologisch-dynamischen Weinbaues schließt kosmische Einwirkungen, beispielsweise Mondphasen, auf die Organismen mit ein. Bodenbearbeitung, Aussaat und Kellerarbeit sollen unter Berücksichtigung der planetaren Konstellation durchgeführt werden, soweit das Betriebsstruktur und Wetter zulassen. Diese grundlegenden biologisch-dynamischen Forderungen sind im allgemeinen biologischen Weinbau nicht so einfach oder gar nicht zu verwirklichen. Zudem sind die biologisch-dynamischen Forderungen außerhalb der Anthroposophie nicht nachvollziehbar; eine wissenschaftliche Überprüfung der übersinnlichen geistigen Grundlagen des biologisch-dynamischen Weinbaus nicht möglich.
Spirituelle Präparate des biologisch-dynamischer Weinbaus
Nach den Richtlinien von Demeter wirtschaftende „biologisch-dynamische“ Betriebe müssen Hornmist- und Hornkieselpräparate einmal jährlich kulturartengerecht auf allen Betriebsflächen anwenden. Diese „biologisch-dynamischen“ Präparate werden als spirituelle Kräfte tragende Präparate vorgestellt, von denen geglaubt wird, dass sie zur Belebung der Erde, zur Qualität und Ertragsentwicklung der Reben, sowie der Gesundheit des Weinbaus innerhalb eines biologisch-dynamisch bewirtschaftenden Betriebes beitragen. Die Präparate sind mineralischer, pflanzlicher und tierischer Herkunft. Die anthroposophische Weltanschauung glaubt, dass sich diese Präparate durch die Einwirkung kosmisch-irdischer Kräfte während des Jahres zu Kräfte tragenden spirituellen Präparaten entwickeln. Die Präparate sollen nach Möglichkeit im „biologisch-dynamischen“ Betrieb selbst oder in einer regionalen „biologisch-dynamischen“ Arbeitsgemeinschaft hergestellt werden. Die Präparate werden mit Wasser rhythmisch verrührt – „dynamisiert“ – und auf den Boden ausgebracht oder auf die Blätter (Hornkiesel) gespritzt. Ähnlich wie bei der Homöopathie, sollen nicht die Mengen entscheidend sein, sondern die „biologisch-dynamische“ Qualität der Präparate. Alle organischen Wirtschaftsdünger sind mit den spirituellen Präparaten zu behandeln.
Im Webseiteneintrag von Demeter ist in einem Beitrag Der feine Unterschied Biodynamischer Weinbau folgendes zu lesen: „Vielmehr ist der Einsatz von biodynamischen Präparaten erforderlich. […] Dafür wird pulverisierter Quarz in ein Kuhhorn gefüllt und von Frühjahr bis Herbst im Boden eingegraben, damit es die kosmischen Kräfte speichert. Im Herbst ausgegraben, wird der feine Hornkiesel in Wasser rhythmisch verrührt (dynamisiert) und als Spritzpräparat in feinen Tröpfchen auf den Weinberg verteilt. Ein weiteres markantes Präparat ist der Hornmist […] Dafür wird Kuhmist in einem Kuhhorn im Herbst in den Boden eingegraben. Auch diese Präparat-Füllung wird dann dynamisiert und im Frühjahr auf den Weinberg gesprüht. Für den lebendigen Dünger des Weinbergs und seiner Reben sorgt Kompost in Verbindung mit Kräuter-Präparaten (zum Beispiel von Schafgarbe und Schachtelhalm).“
Eine Langzeitstudie die auf einem kommerziellen Weinbaubetrieb in Kalifornien durchgeführt wurde, verglich Weinanbaufelder die mit „biologisch-dynamischen“ Präparaten behandelt wurden mit solchen, die nach der üblichen organisch-biologischen Weinbaumethode bewirtschaftet wurden, um Effekte auf die Boden- und Weinqualität zu messen. In den ersten sechs Jahren wurden keine Unterschiede in der Bodenqualität festgestellt und Hinweise auf Unterschiede in der Weinqualität, hinsichtlich Ertrag, Anzahl der Weintrauben pro Stock, Weintrauben- und Weinbeerengewicht blieben aus.
Hinweis: Wirkungen der spezifisch „anthroposophisch-ganzheitlichen“, „biologisch-dynamischen“ Weinbaumethoden, insbesondere im Zusammenhang mit okkulten kosmischen Kräften, können mit wissenschaftlichen Methoden nicht überprüft werden. Naturwissenschaftlich können die geglaubten „biologisch-dynamischen“ Wirkungen nicht bestätigt werden. Es gibt keinerlei Hinweise darauf, dass die Zusetzung dieser Präparate die Pflanzen- oder Bodenqualität verbessern, oder zur Qualität und Ertragsentwicklung der Reben beitragen.
Düngung und Pflanzenschutz im biologisch-dynamischen Weinbau
Wie beim organisch-biologischen Weinbau sind leicht-lösliche chemisch-synthetische Dünger und Herbizide verboten. Bei Vorliegen einer Bodenuntersuchung können zugelassene Mineraldünger nach Genehmigung ausgebracht werden. Der Boden wird begrünt und soll regelmäßig mit organischem Dünger gedüngt werden. Eine ausreichende Bereitstellung von organischem Dünger im Weinbaubetrieb ist schwierig. Wird dieser zugekauft, muss er aus einem „biologisch-dynamischen“ Betrieb stammen.
Pflanzenextrakte, Tees und Nosoden bestimmen im Wesentlichen den Pflanzenschutz in den Demeter-Betrieben. Ackerschachtelhalm- und Brennnesseltee. Neben den im organisch-biologischen Weinbau verwendeten Pflanzenstärkungsmitteln und für „biologisch-dynamischen“ Weinbau zugelassene Pflanzenschutzmittel kommen zusätzlich Präparate, wie Hornkiesel-, Hornmistpräparate und verschiedene Pflanzenauszüge unterstützend zum Einsatz.

## Pflanzenschutz

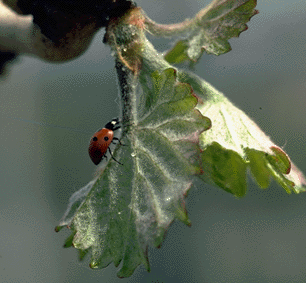
Der Siebenpunkt-Marienkäfer (Coccinella septempunctata) ist schlechthin der allseits bekannte Nützling. Bei Weinreben bringt er aber wenig Nutzen. Er frisst ein wenig Pilzmycel vom Echten Mehltaupilz, bekämpft ihn nicht und Blattläuse für die Larven gibt es auf Rebblättern nicht. Trotzdem ist er ein Hinweis zur Vielfalt im Ökosystem.

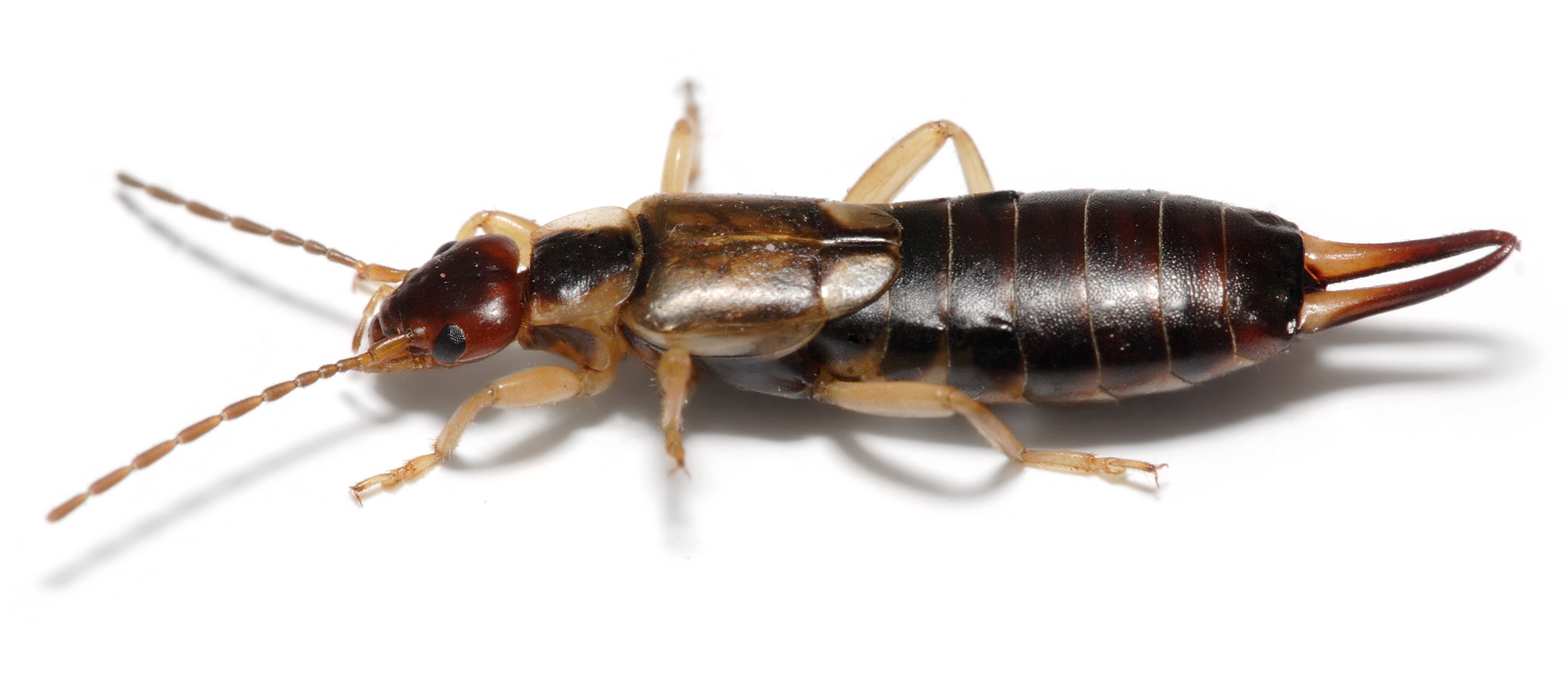
Der Gemeine Ohrwurm (Forficula auricularia) ist ein Nützling, welcher bei stärkerem Auftreten aber an reifen Trauben Fraßschäden, in der Folge Fäulnis, verursacht.

Der rechtliche Rahmen für den Pflanzenschutz im Bioweinbau enthält die EU-Öko-Verordnung (1. Januar 2009: neue EU-Bio-Verordnung VO (EG) 834/2007). Natürlich sind auch die allgemeinen nationalen Rechtsvorschriften (z. B. Pflanzenschutzgesetz) einzuhalten. Mit allen Pflanzenschutzmaßnahmen soll hohe Qualität mit ausreichendem Ertrag gesichert, und das Agro-Ökosystem und die Umwelt möglichst wenig beeinträchtigt werden. Der Pflanzenschutzaufwand ist bei der Weinrebe gegenüber anderen landwirtschaftlichen Kulturen höher, da eine Reihe von Pilzkrankheiten nach Europa eingeschleppt wurden, wogegen die europäische Rebe ungenügend widerstandsfähig ist wie Peronospora, Oidium und Schwarzfäule. Gegen die aus Nordamerika eingeschleppte Reblaus hat man mit Veredlung (Pfropfung) auf eine ausreichend widerstandsfähige Unterlage, eine biotechnische Bekämpfungsmethode, bereits bei der Errichtung der Weingartenanlage angewendet.
Der Pflanzenschutz in Bio-Betrieben erhöht sich gegenüber der integrierten Bewirtschaftung zusätzlich durch eine höhere Anzahl von Durchfahrten in den Reihen, die zu einer stärkeren Bodenbelastung und höheren Treibstoffverbrauch führen.
Bei den Pflanzenschutzmaßnahmen wenden Bio-Betriebe und integriert arbeitenden Weinbaubetriebe den Integrierten Pflanzenschutz an. Integrierter Pflanzenschutz ist eine Kombination aller Pflanzenschutzmaßnahmen. Dieser beinhaltet vorbeugende Maßnahmen, Mechanisch-physikalische, biologische, biotechnische Verfahren und chemische Maßnahmen. Bei den chemischen Maßnahmen, den gezielten Einsatz von Pflanzenschutzmitteln (Pestizide), unterscheiden sich die Produktionsformen.
Generell gilt heute für alle Produktionsformen, dass bei der Durchführung von Pflanzenschutzmaßnahmen, zur Verfügung stehende Prognosemethoden und Warndiensteinrichtungen im Entscheidungsprozess mit einzubeziehen sind. Warndiensteinrichtungen stehen heute fast in allen Produktionsgebieten zur Verfügung. Biologische und biotechnische Maßnahmen wie die Schonung der Nützlinge (zum Beispiel: Raubmilben) sind heute bei allen Produktionsformen eine Selbstverständlichkeit.

### Pflanzenschutzmittel
In den Bioverbandsrichtlinien steht: „Der Einsatz synthetisch hergestellter Insektizide, Akarizide und organischer Fungizide sowie Herbizide ist verboten.“
Beim Pflanzenschutz gegen den Falschen Mehltau wird, mangels guter Alternativen, Kupfersulfat verwendet. Kupferpräparate sind jedoch umstritten, da sie eine Ökotoxizität besitzen, nicht abgebaut werden und sich im Boden anreichern. Die Verwendung von Kupfer stellt einen Widerspruch zu den Zielen der Bio-Produktionsformen dar.

### Pflanzenstärkungsmittel
In Biobetrieben werden Pflanzenstärkungsmittel eingesetzt. Pflanzenstärkungsmittel sind nach dem deutschen Pflanzenschutzgesetzes, Stoffe und Gemische einschließlich Mikroorganismen, die ausschließlich dazu bestimmt sind, allgemein der Gesunderhaltung der Pflanzen dienen soweit sie nicht Pflanzenschutzmittel der Verordnung (EG) Nr. 1107/2009 (Pflanzenschutzmittelverordnung), oder dazu bestimmt sind, Pflanzen vor nichtparasitären Beeinträchtigungen zu schützen. Laut Definition des österreichischen Düngemittelgesetzes 1994 sind Pflanzenhilfsmittel Stoffe ohne wesentlichen Nährstoffgehalt, die dazu bestimmt sind, auf die Pflanzen einzuwirken, die Widerstandsfähigkeit von Pflanzen zu erhöhen oder die Aufbereitung organischer Stoffe zu beeinflussen. Von Pflanzenstärkungsmitteln dürfen keine direkten Schutzwirkungen gegen Krankheiten und Schädlinge hervorgerufen werden. Wenn derartige Eigenschaften vorhanden sind, handelt es sich um ein zulassungspflichtiges Pflanzenschutzmittel.
Pflanzenstärkungsmittel sind in ihrer überwiegenden Zahl keine chemisch-synthetischen Produkte, sondern natürlichen Ursprungs. Als Pflanzenstärkungsmittel werden Algenextrakte, Pflanzenöle (z. B. Fenchel), Gesteinsmehle, Wasserglas, Tonerdepräparate, Kräuterauszüge, Kompostextrakte und deren Kombinationen verwendet. Diese Produkte sollen die Widerstandskraft des Rebstockes gegen Krankheiten und Schädlinge erhöhen. Ihre Wirksamkeit ist umstritten, oft können nur sehr geringe oder gar keine Wirkungen festgestellt werden. Für die Zulassung als Pflanzenstärkungsmittel beziehungsweise für das Inverkehrbringen von Pflanzenhilfsmitteln ist kein Wirkungsnachweis vorgesehen. Der Großteil der Produkte wird daher zur Unterstützung von Kupfer- und Schwefelpräparaten, welche zugelassene Pflanzenschutzmittel sind, eingesetzt. Damit kann eventuell deren Aufwandmenge etwas reduziert werden, allerdings können Stärkungsmittel den Einsatz von Pflanzenschutzmitteln nicht ersetzen.
|                                                        | Organisch-biologischer Weinbau        | Biologisch-dynamischer Weinbau        | Integrierter Weinbau |
| ------------------------------------------------------ | ------------------------------------- | ------------------------------------- | --- |
| chemisch synthetisch hergestellte Pflanzenschutzmittel | verboten                              | verboten                              | Nur für den Integrierten Weinbau zugelassene umwelt- und nützlingsschonende Pflanzenschutzmittel dürfen verwendet werden. |
| kupferhaltige Fungizide                                | maximal 3 kg/ha/Jahr                  | maximal 3 kg/ha/Jahr                  | maximal 2 kg/ha/Jahr |
| schwefelhaltige Fungizide                              | Anwendung laut Zulassung              | Anwendung laut Zulassung              | Anwendung laut Zulassung |
| Pflanzenpflegemittel, Pflanzenstärkungsmittel          | Anwendung laut Verbandsempfehlung     | Anwendung laut Verbandsempfehlung     | können angewendet werden |
| Netzmittel                                             | Netzmittel laut Betriebsmittelkatalog | Netzmittel laut Betriebsmittelkatalog | Netzmittel laut Empfehlung |
| Einsatz von Wachstumsreglern                           | verboten                              | verboten                              | Präparate mit dem Wirkstoff "Prohexadion" sind zur vorbeugenden Behandlung (zur Lockerung des Traubenstielgerüstes von botrytisanfälligen Rebsorten) gegen Essigfäule und Botrytis zugelassen. Aus dem gleichen Grund können auch Gibberelline eingesetzt werden. Diese sind nicht in allen Ländern zugelassen oder bedürfen einer Sondergenehmigung für bestimmte Sorten. |

### Pflanzenschutzgeräte
Zur Applikation von Pflanzenschutz und Pflanzenpflegemitteln sind Gerätschaften zu verwenden, die eine möglichst gezielte Applikation der Wirkstoffe auf die zu schützenden Pflanzenteile, ermöglichen. Nach Möglichkeit sollen diese Geräte mit einem Recyclingsystem ausgestattet sein.
Die verwendeten Pflanzenschutzgeräte sind verpflichtend einer regelmäßigen Geräteüberprüfung zu unterziehen.

### Aufzeichnungen, Sachkundeausweis
Über alle Pflegearbeiten sind verpflichtend Aufzeichnungen zu führen, die von Kontrollorganen (von zugelassenen Biokontrollstellen) regelmäßig vor Ort überprüft werden, dass die Richtlinien der EU-Verordnung und der Bioverbände eingehalten werden. Auch bei der integrierten Produktion müssen, wenn eine Förderung beansprucht wird, Aufzeichnungen geführt werden.
Ab dem Jahr 2014 sind (EG-Richtlinie 2009/128 EG) alle Anwender von Pflanzenschutzmitteln verpflichtet Aufzeichnungen über die verwendeten Pflanzenschutzmitteln zu führen. Zusätzlich benötigen die Anwender einen Sachkundeausweis Pflanzenschutz.

## Bodenpflege und Düngung

### Bodenpflege

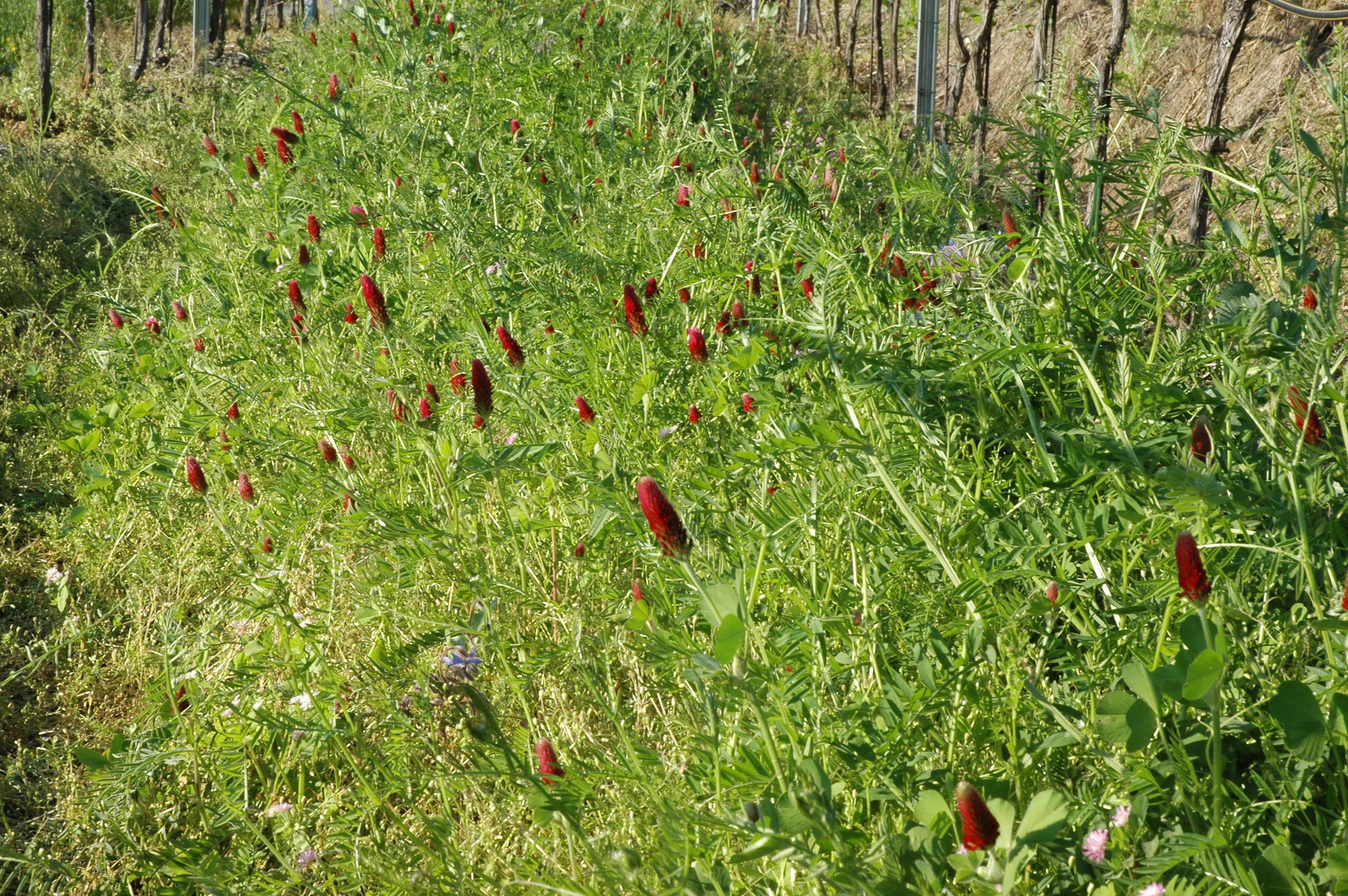
Artenreiche Begrünung der Fahrgasse eines Weingartens

Laut den Richtlinien muss der Weingarten ganzjährig begrünt sein. Damit wird ein Lebensraum für eine vielfältige Flora und Fauna geschaffen. Bevorzugt werden artenreiche Gemenge ausgesät. Für Bodenpflegemaßnahmen, Winterfurche bei schweren Böden, Bodenlockerung, Neueinsaaten, Trockenheit im Sommer und in Junganlagen kann die Begrünung zwei Monate unterbrochen werden. Unter den Rebstöcken kann der Boden offen gehalten werden.
|                                                                | Organisch-biologischer Weinbau                                    | Biologisch-dynamischer Weinbau                                    | Integrierter Weinbau |
| -------------------------------------------------------------- | ----------------------------------------------------------------- | ----------------------------------------------------------------- | --- |
| Begrünung                                                      | ganzjährig verpflichtend – Unterbrechung über zwei Monate möglich | ganzjährig verpflichtend – Unterbrechung über zwei Monate möglich | von November bis Ende April verpflichtend in der Fahrgasse – national unterschiedlich                                    |
| Unkrautregulierung in der Stockreihe                           | nur mechanisch mit Stockräumgeräten – Herbizide sind verboten     | nur mechanisch mit Stockräumgeräten – Herbizide sind verboten     | mit Stockräumgeräten und/oder für den integrierten Weinbau zugelassene Herbizide (nur als Streifen in der Rebstockreihe) |
| Verwendung von gentechnisch veränderten Pflanzen zur Begrünung | verboten                                                          | verboten                                                          | kein Verbot – kein gentechnisch verändertes Saatgut für Begrünung im Handel                                              |

### Düngung
Für die Nährstoffversorgung ist die Begrünung der entscheidende Faktor. Sie bringt organische Substanz in den Boden und für die Stickstoffversorgung der Anbau von Leguminosen. Organischen Stoffe, die im Anbau und in der Verarbeitung anfallen, werden entweder kompostiert oder über eine Flächenkompostierung dem Boden zugeführt. Als Düngemittel dürfen nur jene Mittel verwendet werden, die im aktuellen Betriebsmittelkatalog gelistet sind. Mit der biologischen Bewirtschaftung wird durch die Pflege des Bodens ein intaktes Ökosystem-Boden angestrebt, aus dem die Reben ihre Nährstoffe beziehen können. Natürliche Lebensprozesse sollen gefördert und Stoffkreisläufe weitgehend geschlossen werden.
|                                                                      | Organisch-biologischer Weinbau | Biologisch-dynamischer Weinbau | Integrierter Weinbau |
| -------------------------------------------------------------------- | --- | --- | --- |
| Mineraldünger                                                        | chemisch-synthetischer Stickstoffdünger und leicht lösliche Phosphordünger sind verboten. Erlaubt sind weicherdige Rohphosphate, Aluminiumcalciumphosphat, Kalisalz oder Kainit, Kaliumsulfat, Calciumcarbonat (z. B. Kreide, Mergel, Kalksteinmehl, Algenkalk, Phosphaterde), Calcium- und Magnesiumcarbonat (z. B. Magnesiumkalk, Magnesiumkalksteinmehl), Carbokalk, Magnesiumsulfat (Kieserit), Mineralische Spurennährstoffe. | chemisch-synthetischer Stickstoffdünger und leicht lösliche Phosphordünger sind verboten. In Absprache mit der jeweiligen Landesorganisation können folgende Materialien eingesetzt werden: natürliche schwermetallarme Phosphate (Rohphosphate), Kalirohsalz, magnesiumsalzhaltiges Kaliumsulfat (Kalimagnesia: ”Patentkali”) und Kaliumsulfat (Chloridgehalt max. 3 %; nur von natürlich vorkommenden Kalisalzen), Magnesiumsulfat, Schwefel, Spurenelemente | Mineraldüngeranwendung laut Bodenuntersuchung und Empfehlungen für die Düngung im Weinbau. Die Düngermenge ist durch nationale Gesetze begrenzt. Alle am Markt angebotenen Mineraldünger müssen bei der zuständigen Behörde (Düngemittelregister) gemeldet sein. |
| Organische Handelsdünger                                             | Verwendung laut Betriebsmittelkatalog. Die Höhe der organischen Düngermenge/ha/Jahr ist durch nationale Gesetze begrenzt. | Verwendung laut Betriebsmittelkatalog. Die Höhe der organischen Düngermenge/ha/Jahr ist durch nationale Gesetze begrenzt. | Die Höhe der organischen Düngermenge/ha/Jahr ist durch nationale Gesetze begrenzt. |
| Ausbringung und Lagerung von Klärschlamm und Müllklärschlammkomposte | verboten | verboten | verboten |
| Blattdünger                                                          | erlaubt sind Bittersalz (Magnesiumsulfat), Pflanzen- und Algenextrakte | erlaubt sind Bittersalz (Magnesiumsulfat), Pflanzen- und Algenextrakte | registrierten Blattdünger können eingesetzt werden wie Bittersalz u. a., Pflanzen- und Algenextrakte |

## Sortenwahl
Für Biobetriebe und integriert wirtschaftende Betriebe bestehen für die Sortenwahl Einschränkungen durch die nationalen Regelungen bei den Rebsorten. Die Verwendung gentechnisch veränderter Rebsorten ist in Bio-Betrieben verboten. Derzeit sind keine gentechnisch veränderten Rebsorten auf dem Markt. Durch die gegenüber der integrierten Produktion im Weinbau eingeschränkten Bekämpfung gefährlicher Pilzkrankheiten bekommen in den biologisch wirtschaftenden Betrieben zunehmend Neuzüchtungen, speziell die PIWI-Sorten, mit höherer Teilresistenz gegen Pilzkrankheiten, Bedeutung.

## Pflanzmaterial
Bei der Errichtung eines neuen Weingartens in biologisch-organisch und biologisch-dynamisch wirtschaftenden Betrieben darf ausschließlich nur vegetativ vermehrtes Pflanzmaterial verwendet werden. Dieses muss gemäß den Richtlinien des biologischen Weinbaues erzeugt werden. Wenn am Rebenmarkt kein nach diesen Richtlinien erzeugtes Pflanzmaterial angeboten wird, kann nach Genehmigung durch die Kontrollstelle, auch konventionell erzeugtes Pflanzgut verwendet werden.

## Gesetze, Kontrollen, Kontrollsystem, Umstellung
Die notwendigen Betriebszertifizierungen werden von den Öko-Kontrollstellen durchgeführt. Kontrollen während des Jahres werden von EU-zertifizierten Instituten oder Verbänden die auf Weinbau spezialisiert sind, durchgeführt. Sie stellen die Einhaltung der Bio-Anbauregeln sicher.
Betriebsumstellung
Bei Umstellung eines Betriebes auf biologische Bewirtschaftung muss sich diese in erster Linie im Kopf des Winzers vollziehen. Die Entscheidung betrifft den gesamten Betrieb und die Lebensbereiche des Betriebsinhabers. Als Umstellungszeit für den Weinbau sind drei Jahre nach Unterzeichnung des Kontrollvertrages vorgesehen. Erst nach Ablauf dieser Frist und Einhaltung der Regelungen des Verbandes, können Trauben und Wein als biologische erzeugte Trauben und Wein als Biowein vermarktet werden.

### Ökologische Anbauverbände
Für Biowinzer gibt es zum einen die Möglichkeit, sich nach der EU-Bioverordnung zertifizieren zu lassen. Voraussetzung hierfür ist die Kontrolle und Bestätigung der Einhaltung der ökologischen Wirtschaftsweise durch eine unabhängige Kontrollstelle sowie die Nennung der staatlichen Kontrollnummer auf dem Flaschenetikett. Zusätzlich hierzu kann eine Zertifizierung durch einen der ökologischen Anbauverbände angestrebt werden, welche in der Regel im Vergleich zur EU-Bioverordnung, strengere Richtlinien für Anbau und Produktion vorgeben.
Einige Bioverbände für Weinbaubetriebe:
- Ecovin
- Bio Austria
- Naturland
- Bioland
- Ecocert
- Demeter
- Biokreis

## Bio-Wein, Öko-Wein

### Weinqualität
Die Richtlinien für umweltschonenden und biologischen Weinbau dienen in erster Linie der Schonung der Umwelt. Allein daraus zu folgern, Biowein bedeute Qualität ist allerdings zu einfach. Weinqualität entsteht im Weinberg mit einer Reihe von optimal abgestimmten Pflegemaßnahmen, wobei eine Reihe von Maßnahmen sehr entscheidend für die Weinqualität sind, die nichts mit den biologischen Produktionsvorschriften zu tun haben, wie etwa Rebschnitt, grüne Lese (Ertragsregulation) und strenge Selektion bei der Ernte. In der Folge ist die Weiterverarbeitung im Keller sehr entscheidend für die Weinqualität. Für die Weinbereitung stehen den Biobetrieben fast alle gesetzlich geregelten Weinbehandlungsmöglichkeiten (siehe Richtlinien der Bio-Verbände) zur Verfügung.
Grundsätzlich gelten für die Weinerzeugung die nationalen „Weingesetze“ und die im „Codex“ gelisteten Produkte zur Verarbeitung von biologisch produzierten Trauben. In den nationalen Richtlinien werden erlaubte oenologischen Verfahren und die Most- und Weinbehandlungsmittel (Schönungsmittel) gelistet. Die verschiedenen Erzeugerverbände setzen darüber hinaus Normen im Bereich der Verarbeitung nach ihren Grundsätzen hinzu.
Seit der letzten Jahrtausendwende haben sich vermehrt biologisch-dynamische Betriebe mit der Herstellung von Amphorenwein, „Naturbelassener Wein“ und „Orangen Wein“, beschäftigt. Es wird bewusst auf die Verwendung von SO2 bei der Most- und Weinbehandlung mehr oder weniger verzichtet. Die Weinherstellung erfolgt mittels Maischegärung (Zeitdauer von einigen Wochen bis Monaten) in speziellen Amphoren (Quevri), Fässern oder Tanks. Es wird fast vollkommen auf jegliche Zusätze zu Most und Wein verzichtet. Durch den langen Kontakt mit der Maische extrahiert der Wein mehr Tannine und Farbstoffe, daher auch die dunkelgelbe bis orange Färbung und der Name. Die so erzeugten Weine sind oxidativ und besitzen eine starke Textur, oft trüb und sind sehr gewöhnungsbedürftig. Für die Erzeugung dieser Weine gibt es keine Bestimmungen. Jeder Produzent hat seine eigene Methode (Hefe, Schwefelung, Trüb oder filtriert, Lagerdauer u. a.). Erlaubt ist, was gefällt. Laut den derzeit gültigen gesetzlichen Reglungen der EU können sie nicht als Qualitätswein in den Verkehr gebracht werden, sondern nur als Wein. Diese Weine sind ein extremes Nischenprodukt am Weinmarkt.
→ siehe auch: Amphorenwein
→ siehe auch: Oranger Wein
→ siehe auch: Naturwein

### Kennzeichnung „Biowein“ oder „Ökowein“

EU-Bio-Siegel

2012 wurden in der Europäischen Union die Durchführungsvorschriften für die ökologische/biologische Weinbereitung ergänzt.
Der Begriff „Bio“ ist gesetzlich geschützt und jeder Wein aus biologischem Anbau, der als solches vermarktet und beworben wird, muss deutlich gekennzeichnet sein durch den Hinweis „aus ökologischem Anbau“ oder „aus biologischer Landwirtschaft“ und durch die Bio-Kontrollstelle (namentlich angeführt und/oder die Kontrollnummer). Der Begriff „Biowein“ oder „Ökowein“ ist verpflichtend mit dem EU Bio-Logo am Etikett zu kennzeichnen. Neben dem EU-Bio-Siegel existieren eine Reihe weiterer Bio-Verbandslogo. Bei der Kennzeichnung der Bioweine mit Verbands-Label ist nicht sofort klar, was es eigentlich genau garantiert. Denn es existiert international eine große Zahl an Verbänden mit unterschiedlichen Richtlinien und eigenem Label.

## Most- und Weinbehandlung
Die Most- und Weinbehandlung wird immer auf die notwendigsten Maßnahmen eingeschränkt, um eine hohe sensorische Qualität zu erreichen. Bei diesem Ziel unterscheiden sind nicht die biologisch oder integriert wirtschaftenden Betriebe. Je nach Betriebsphilosophie sind manche Behandlungen unbedingt notwendig, wie zum Beispiel die Schwefelung, um damit den Verlust von wertvollen, sortentypischen Aromastoffen zu vermeiden. Die Philosophie des Betriebes kann aber auch das gegenteilig sein, wie zum Beispiel der Vinifizierung von Orangen Weinen, die bewusst den Verlust von sortentypischen Aromen in Kauf nehmen.

### Schwefeldioxid
Die Verwendung von Schwefeldioxid bei der Weinherstellung ist in den Biobetrieben schon Thema langer Auseinandersetzungen zwischen Betrieben in südlich gelegenen zu den in den nördlichen Anbauregionen in Europa. Die nördlich gelegenen Gebiete haben durch die Witterung verstärkt mit Traubenfäulnis zu tun. Daraus ergibt sich in manchen Jahren ein höherer Bedarf an Schwefeldioxid, um eine befriedigende Weinqualität gewährleisten zu können.
Bei der Verordnung 2012 der EU wurden für Biowein die SO2 Höchstgrenzen reduziert. Trockener Rotwein darf nur einen SO2-Gesamtgehalt von 100 mg/l, ein trockener Weißwein 150 mg/l (bei weniger als 2 g Restzucker) enthalten. Diese für Biowein gültigen Höchstwerte liegen um 50 mg/l unter den Werten von herkömmlich erzeugten Wein. In bestimmten Jahren kann die zuständige Behörde eine Ausnahme für höhere SO2-gaben genehmigen.
Einen anderen Weg gehen, besonders biologisch-dynamisch wirtschaftende Betriebe in der Erzeugung von Orangen Weinen. Diese Weine werden fast ohne Schwefeldioxidzusatz erzeugt. Sie sind daher sehr oxidativ aussehende (orange), riechend und schmeckende Weine, die einer gewissen Gewöhnung bedürfen. Für diese Weine gibt es derzeit keine weingesetzliche Regelung als Qualitätswein.

### Most und Weinbehandlungsmittel
| | Organisch-biologischer Weinbau | Biologisch-dynamischer Weinbau | Integrierter Weinbau |
| --- | --- | --- | --- |
| einzuhalten ist das nationale Weingesetz | nationales Weingesetz wird durch zusätzliche Auflagen eingeschränkt | nationales Weingesetz wird durch zusätzliche Auflagen eingeschränkt | nationales Weingesetz ist einzuhalten |
| Traubenernte – mechanische Lese mit der Lesemaschine | erlaubt | erlaubt | erlaubt |
| Most- und Weinbehandlung – Weinbehandlungsmittel | | | |
| Hefezusatz | nur Bio-Reinzuchthefezugabe erlaubt | Der Zugabe von Reinzuchthefen ist verboten (ausgenommen bei der Schaumweinherstellung). Die Gärung erfolgt nur mit den natürlichen Hefen (Spontangärung). | natürliche Hefen (Spontangärhefen) und/oder die Zugabe von Reinzuchthefen sind erlaubt |
| Alkoholerhöhung (Anreicherung) | nur mit Bio-Rübenzucker oder Bio-Rektifiziertes Traubenmostkonzentrat erlaubt | nur mit Bio-Rübenzucker erlaubt | erlaubt mit Rübenzucker oder Rektifiziertes Traubenmostkonzentrat |
| Fraktionierung | erlaubt | verboten | erlaubt |
| Konzentrationstechniken | eingeschränkte Konzentrationstechniken erlaubt (keine Kryoextraktion) | verboten | erlaubt |
| teilweise Entalkoholisierung | verboten | verboten | erlaubt |
| Konservierung, Most- und Weinschwefelung mit Schwefeldioxid (E 224, E 220), Kaliumdisulfit oder Kaliumpyrosulfit | | | |
| Maximaler Schwefelgehalt SO2-Gesamt | Weiß- und Roseweine: unter 2 g/l Restzucker 150 mg/l; 2–5 g/l Restzucker 170 mg/l; über 5 g/l Restzucker 220 mg/l; Rotwein: unter 2 g/l Restzucker 100 mg/l; 2–5 g/l Restzucker 120 mg/l; über 5 g/l Restzucker 170 mg/l | Weiß- und Roseweine: unter 2 g/l Restzucker 150 mg/l; 2–5 g/l Restzucker 170 mg/l; über 5 g/l Restzucker 220 mg/l; Rotwein: unter 2 g/l Restzucker 100 mg/l; 2–5 g/l Restzucker 120 mg/l; über 5 g/l Restzucker 170 mg/l | Weiß- und Rosewein 200 mg/l bei Restzucker ab 5 g/l 250 mg/l; Rotwein 150 mg/l; bei Restzucker ab 5 g/l: 200 |
| Maximaler Schwefelgehalt SO2-Gesamt Ausnahme | Bei außergewöhnlichen Witterungsbedingungen in einem bestimmten Jahr, wenn der Gesundheitszustand von ökologischen/biologischen Trauben in einem Gebiet durch heftigen Bakterien- oder Pilzbefall beeinträchtigt wird und die Weinbereiter zwingen mehr Schwefeldioxid zu verwenden als in den Vorjahren, um ein vergleichbares Ergebnis zu erzielen, kann die zuständige Behörde eine Ausnahme genehmigen. | Bei außergewöhnlichen Witterungsbedingungen in einem bestimmten Jahr, wenn der Gesundheitszustand von ökologischen/biologischen Trauben in einem Gebiet durch heftigen Bakterien- oder Pilzbefall beeinträchtigt wird und die Weinbereiter zwingen mehr Schwefeldioxid zu verwenden als in den Vorjahren, um ein vergleichbares Ergebnis zu erzielen, kann die zuständige Behörde eine Ausnahme genehmigen. | keine |
| Kaliumsorbat (E 220), Lysozym, PVPP | verboten | verboten | erlaubt – Kaliumsorbat in Österreich nur für (Tafel-)Wein zugelassen (< 200 mg/l) |
| Entsäuerung / Säuerung | | | |
| zur Säuerung L(+)-Weinsäure und Milchsäure, | erlaubt | nur Weinsäure maximal 1,5 g/l | erlaubt |
| zur Entsäuerung Calciumcarbonat, Doppelsalzfällung mit Zusatz von L(+)-Weinsäure (Malitexverfahren), Kaliumbicarbonat (Kalinat) L(+)-Weinsäure (E334), neutrales Kaliumtartrat                                                                       | erlaubt | erlaubt sind zur Entsäuerung Kaliumhydrogencarbonat, Calciumcarbonat | erlaubt |
| Stoffe zur Klärung von Most- und Wein | | | |
| Blauschönung mit Kaliumhexacyanidoferrat(II) | verboten | verboten | Ist erlaubt, wenn eine Vor- und Nachuntersuchung gemacht wird. Diese Schönung bei der häutigen Kellertechnik nicht mehr benötigt. Eine Verunreinigung des Weines mit Eisen, Kupfer und Zink Messing, wird durch die Verwendung von rostfreiem Edelstahl verhindert. |
| Milchsäurebakterien, Hefenährsalze (Diammoniumhydrogenphosphat und Thiaminium-Dichlorhydrat), Zitronensäure zur Stabilisierung des Weines, Kupfersulfat (nur bis 2015), Kupferzitrat, L-Ascorbinsäure, Tannine, Kaliumalginat, Metaweinsäure (E 353) | erlaubt | erlaubt sind nur der Zusatz von Hefezellwänden und indigene Milchsäurebakterien | erlaubt |
| Eichenholzstücke, Gummi arabicum, Hausenblase, Kasein | verboten erlaubt | verboten; ein Eichenholzgeschmackston darf nur von der Lagerung in Eichenholzfässern herrühren | erlaubt |
| Bentonit | erlaubt | erlaubt | erlaubt |
| Hühnereiweiß | erlaubt | nur aus Demeter/Bio-Eiern | erlaubt |

## Problemfelder

### Nachhaltigkeit
In der Landwirtschaft ist Nachhaltigkeit seit vielen Jahren ein wichtiges Thema. Durch den Einsatz von Pflanzenschutz- bzw. Pflanzenpflegemitteln, Dünger in verschiedener Form, aber besonders mit einem hohen Maschinen- und damit Energie- und Wasseraufwand ist der Weinbau eine sehr intensive Form der Landwirtschaft. Ziel eines nachhaltigen Weinbaues ist es, dass die Ressourcen möglichst geschont und emissionsarm produziert werden. Bei ganzheitlicher Betrachtung gehören zu einem nachhaltigen Weinbau die anschließenden Verarbeitungs- und Vertriebsketten und schließlich auch die Konsumenten.

### Energieverbrauch, CO2-Emission
Nützlings- und umweltschonenden Produktionsmethoden, wie der „Organisch-biologischer Weinbau“ und der „Biologisch-dynamischer Weinbau“ haben gegenüber dem „Integrierten Weinbau“ den Nachteil, dass das Verbot von Herbiziden, bestimmter Pflanzenschutzmittel und Verwendung von Pflanzenpflegemittel, mechanischer Bodenlockerung in der Stockreihe ein erhöhter Zeit- und Kostenaufwand für die Bodenpflege und der Pflanzenschutzmaßnahmen sich ergibt. Dies ist mit einer, gegenüber der Integrierten Produktion, erhöhten Emission von CO2 verbunden.
→ siehe auch:Nachhaltigkeit im Weinbau

### Kupfer als Pflanzenschutzmittel
Die biologische Weinbau setzt zur Bekämpfung von Peronospora und Rotem Brenner Kupfersulfat ein. Im Weinbau dürfen höchstens 3 kg Kupfer (Reinkupfer im 5-jährigen Betriebsdurchschnitt bezogen auf die bestockte Rebfläche) pro Hektar und Jahr angewendet werden.
Kupfer hat eine relativ hohe Ökotoxizität (Kupfersulfat besitzt die Wassergefährdungsklasse 2, ist sehr giftig für Wasserorganismen und kann in Gewässern längerfristig schädliche Wirkungen haben). Obwohl es seit 1992 seitens der EU Bestrebungen gibt, Kupfer als Pflanzenschutzmittel zu verbieten, wird es aufgrund eines Mangels an Alternativen im ökologischen Weinbau und Landbau weiter verwendet. Der Bioweinbau versucht, den Einsatz von Kupfer als Pflanzenschutzmittel weiter zu optimieren. Der Integrierte Weinbau erlaubt einen maximalen jährlichen Reinkupfereintrag von 2 kg/ha und Jahr. Ihm stehen aber nützlings- und umweltschonende Pflanzenschutzmittel zur Bekämpfung von Peronospora zur Verfügung, so dass auf die Verwendung von kupferhaltigen Pflanzenschutzmitteln verzichtet werden kann.
Der Kupfereintrag wird als Reinkupfer (Cu) in kg/ha und Jahr angegeben. Die ausgebrachte Mittelmenge eines kupferhaltigen Pflanzenschutzmittels ist höher, da es sich um chemische Verbindungen handelt. Zum Beispiel werden bei einem Mittel welches Kupferhydroxid enthält, 3,2 l/ha ausgebracht, enthält diese Pflanzenschutzmittelmenge 2 kg Reinkupfer.

### Bekämpfung der Traubenfäulnis
Um qualitativ gute Weine erzeugen zu können, muss das zur Verarbeitung verwendete Traubenmaterial möglichst frei von Botrytisbefall sein. Der Botrytispilz zerstört die sortencharakteristischen Geruchs- und Geschmacksstoffe und bei Rotweinsorten den roten Farbstoff. Eine Reihe von vorbeugenden Maßnahmen wie die Laubarbeit in der Traubenzone und mäßige Stickstoffversorgung vermindern die Gefahr. Auch die Rebsorten besitzen unterschiedliche Anfälligkeit gegen den Botrytispilz. Biobetriebe können zur vorbeugenden Bekämpfung von Botrytis pflanzenstärkende und -abhärtende Präparate wie zum Beispiel Kaliwasserglas anwenden, welches als Pflanzenstärkungsmittel eingestuft ist. Der erzielte Wirkungsgrad ist niedrig und jährlich sehr unterschiedlich. Integriert wirtschaftende Betriebe können Botrytizide einsetzen. Auch deren Wirkung ist nicht 100%ig, da der Botrytispilz erst spät in der Reifephase auftritt und Behandlungen nicht mehr zugelassen sind. Botrytizide werden auch im integrierten Weinbau nur ergänzend zu den vorbeugenden Botrytisbekämpfungsmaßnahmen bei botrytisanfälligen Rebsorten angewendet.

### Produktionskosten – Produktionsausfallgefahr
Besonders bei der Bioweinerzeugung sind die Produktionskosten, insbesondere die Traubenproduktion gegenüber integriert produzierten Trauben, höher. In den Ländern werden daher Unterstützungsbeiträge für Biobetriebe vom Nationalstaat und der EU (nach Anmeldung und Einhaltung der Richtlinie; regelmäßigen Kontrollen) ausbezahlt. Die Höhe und der Zeitraum der Unterstützung ist in den weinbautreibenden Ländern der EU unterschiedlich.
Bei der biologischen Produktion besteht ein erhöhtes Produktionsausfallrisiko. Dieses ist abhängig von der Rebsorte, der Lage, dem Witterungsverlauf. Diese Gefahr besteht besonders in der Umstellungszeit.

### Organische Dünger
Bei Bio-Weinbaubetrieben ist die Beschaffung ausreichender Mengen an organischem Dünger häufig ein Problem, da im eigenen Betrieb heute keine Viehzucht und damit Stallmist vorhanden ist. Zugekaufte organische Dünger müssen aus einem biologisch wirtschaftenden Betrieb stammen. Damit erhöht sich der Energieaufwand durch die zusätzlichen Transportkosten.

## Sonstiges
Eine 2018 erschienene Dissertation hat Daten der Gesellschaft für Konsumforschung aus 30.000 Haushalten verwendet, um zu untersuchen, wie groß die Bereitschaft zum Kauf von Biowein ist.
Es gibt eine Intentions-Verhaltens-Lücke bei Biowein und generell bei Bioprodukten: Viele Konsumenten äußern bei Befragungen die Absicht, Bioprodukte zu kaufen, kaufen sie tatsächlich aber nicht.